# 中村謙一 (スピナー)
中村 謙一（なかむら けんいち、1971年8月19日 - ）は、1997年から2000年頃に活躍した日本のプロスピナー（ヨーヨー競技者）。「中村名人」の名で親しまれた。

## 略歴
1997年8月5日にピッツバーグで行なわれたAYYA(American YoYo Association)主催のWorld Yo-Yo Championshipsマスターズ部門準優勝者。片手でヨーヨーを回転させながら（ループ・ザ・ループ）の100メートル走では15.7秒の記録を残している。
ハワイに本拠地を置くプロスピナー集団 THP（チームハイパフォーマンス）に日本人として初めて所属し、アレックス・ガルシアと共に一時期のハイパーヨーヨーブームの立役者となった。
中村名人のパフォーマンスを掲載した特集記事の反響が大きかったため、以後ほぼ毎号の『コロコロコミック』のハイパーヨーヨーコーナーに登場し、アドバイスや実演を行っていた。さらに同時期に連載がスタートしたヨーヨー漫画「超速スピナー」には本人をモデルにしたキャラクター『中村名人』が登場した（後にアニメ化された際には三木眞一郎が声を担当した）。このころから放送を開始したコロコロコミックと提携したテレビ番組『おはスタ』にもハイパーヨーヨーコーナーが設けられ、毎回中村名人が各トリックの実演とアドバイスを行っていた。また、ヨーヨー関連の書籍やビデオも多数発売されていたが、そのほぼ全てに中村名人のアドバイスコーナーや実演の写真・映像が含まれていた。
また、THPの日本版であるTHP JAPANの技術指導や演技指導も行っており、1998年には当時THP JAPANメンバーであった永瀬巧と共にフランスでのプロモーション活動も行っていた。中村名人は最初のTHP JAPANのメンバーであり、会員ナンバーは000であると噂があったがあくまでTHP JAPANの監督でありメンバーではないため会員ナンバーはないと本人が説明。
当時、中村名人はまさに日本のヨーヨー界のカリスマ的存在であり、全国の小学生のヒーローであった。しかし、ハイパーヨーヨーブームによってヨーヨーを始めた子供たちが次第に成長して行くにつれて中村名人の活躍は次第に目立たなくなり、第一次ハイパーヨーヨーブームの終息と同時にメディアに露出する事は殆どなくなった。
2001年5月20日よりヨーヨーのオンラインショップ「Sheepho（シーフォ）」を運営していた（2005年に閉鎖）。
2010年にはハイパーヨーヨーフェスティバル2010サマーツアーIN池袋においてスペシャルゲストとして登場しトリックを披露した。また、44CLASH Battle Tournamentにおいてシークレットゲストとして参加し、最新のトリックを織り交ぜたフリースタイル演技や、他の競技者と自身が登場した漫画のワンシーンを再現するなどした。
2011年にはyoyomonster.より中村名人シグネチャーモデルのフルメタルヨーヨー「3Points」が発売。（形状はヨーヨーとしては非常に小さく、中村名人のサイン入りとなっている。）
2013年にはハイパーヨーヨーWEB全国大会の告知するために出演。
2020年、国内のヨーヨー専門店がYoutubeに投稿した動画にゲストとして出演し、2ヶ月で100万回に満たない再生回数を記録する。これがきっかけとなり、中村名人本人がYoutuberとしての活動を年内に始めている。

## エピソード
愛用のヨーヨーはヨメガ製の『ステルスレイダー』。2010年のハイパーヨーヨーのラインナップでは、ヨーヨーファクトリーの『マーキュリー』の使い心地がステルスレイダーに近いと評し、第3期のステージに出演した際にそれを使用した。
また、近年はバインド仕様（高度のストリングトリック向けの引いても戻らないヨーヨー）のフルメタルヨーヨーも使用している。
得意技はダブル・オア・ナッシング等に類する横型のストリングプレイ。これは、アレックス・ガルシアが縦型のストリングプレイを高速で繰り出すのに対抗して、横型を練習したためとしている。
スパイダーベイビーの写真が大量に出回っているが得意トリックとしているわけではない。これは顔とヨーヨープレイを行う姿を同時に映すのに最適なトリックであったため、「超速スピナー」の前身作品である「燃えろ！スピナー」の一場面やブーム期の写真でも撮影が多かったことから、スパイダーベイビーは中村名人を象徴するトリックとなった。
アレックス・ガルシアが、ショートストリングを使用したスピード感のあるプレイスタイルであるのに対し、中村名人はロングストリング(何本かのストリングを繋げて作成したもの）を使用した演技を行う事もあった。
趣味はバス釣り。
49歳の時点で犬を飼った経験は無い。但し、犬派か猫派かと訊ねられた際には犬派であると答えている。
ハイパーヨーヨーブーム時の1998年にはTBSのドラマ「先生知らないの?」第2話に本人役として出演。草彅剛演じる木下優作の幼馴染という設定であり、生徒の前で数々のヨーヨープレイをした。
第1期のブーム時にトリックの認定を受けていなかった。非公式ではあるが、2020年に他チャンネルのゲストとして出演した動画で公認トリック全ての検定を受験し合格している。

## 出演作品・関連楽曲
- 楽曲

「YO CHECK」（中村名人のテーマ）1997年6月16日発売
- 出演

「ハイパーヨーヨーオフィシャルビデオ フリースタイル・シングルハンド・マスター 」1998年6月21日発売
「懇切丁寧！ ハイパーヨーヨーテクニックビデオ 」
「ハイパーヨーヨー プロスピナーズプログラム」